# Jean VIII (patriarche d'Antioche)
Pour les articles homonymes, voir Jean VIII.
Jean VIII d'Antioche dit Jean VIII bar Abdoun fut patriarche d'Antioche de l'Église jacobite du 6 juillet 1004 au 2 février 1033 exilé au mont Ganos en 1029.